# Гімн свободі
«Гімн свободі» (грец. Ὕμνος εἰς τὴν Ἐλευθερίαν Імнос іс тін Елевферіан; інший варіант перекладу назви — «Ода свободі») — національний гімн Греції та Кіпру, який написав Ніколаос Мандзарос на текст фундатора новогрецької поезії Діонісіоса Соломоса. Поема Соломоса була створена в 1823 році й складається зі 158 строф. Музичний твір написано протягом 1828–1830 років (друга редакція — 1844); в ньому використано лише 24 строфи, а в тій версії, що зазвичай виконується офіційно, — тільки дві строфи. Затверджений як гімн 1865 року.

## Гімн

### Грецькі варіанти
| Політонічна орфографія Σὲ γνωρίζω ἀπὸ τὴν κόψι Τοῦ σπαθιοῦ τὴν τρομερή, Σὲ γνωρίζω ἀπὸ τὴν ὄψι, Ποῦ μὲ βιά μετράει τὴν γῆ Ἀπ’ τὰ κόκκαλα βγαλμένη Τῶν Ἑλλήνων τὰ ἱερά, Καὶ σὰν πρῶτα ἀνδρειωμένη, Χαῖρε, ὢ χαῖρε, Ἐλευθεριά.! | Монотонічна орфографія Σε γνωρίζω από την κόψη του σπαθιού την τρομερή, σε γνωρίζω από την όψη που με βιά μετράει τη γη. Απ’ τα κόκκαλα βγαλμένη των Ελλήνων τα ιερά, και σαν πρώτα ανδρειωμένη, χαίρε, ω χαίρε, Ελευθεριά! | Транслітерація Се гнорізо апо тін копсі ту спафіу тін тромері, се гнорізо апо тін опсі, пу ме в'я метраі ті ї. Ап' та коккала вгальмені тон Еллінон та єра, ке сан прота андріомені, Хере, о хере, Елевферіа! | Переклад Пізнаю твій меч іскристий, Що в борні нас окрилив. Пізнаю твій зір вогнистий, Що всю землю спопелив. З грецьких ти кісток постала, Невпокорена, свята. Знов, як перше, мужня стала. Слався, Воле золота! | Монотонічна орфографія Σε γνωρίζω από την κόψη του σπαθιού την τρομερή, σε γνωρίζω από την όψη που με βιά μετράει τη γη. Απ’ τα κόκκαλα βγαλμένη των Ελλήνων τα ιερά, και σαν πρώτα ανδρειωμένη, χαίρε, ω χαίρε, Ελευθεριά! | Транслітерація Се гнорізо апо тін копсі ту спафіу тін тромері, се гнорізо апо тін опсі, пу ме в'я метраі ті ї. Ап' та коккала вгальмені тон Еллінон та єра, ке сан прота андріомені, Хере, о хере, Елевферіа! | Переклад Пізнаю твій меч іскристий, Що в борні нас окрилив. Пізнаю твій зір вогнистий, Що всю землю спопелив. З грецьких ти кісток постала, Невпокорена, свята. Знов, як перше, мужня стала. Слався, Воле золота! | Транслітерація Се гнорізо апо тін копсі ту спафіу тін тромері, се гнорізо апо тін опсі, пу ме в'я метраі ті ї. Ап' та коккала вгальмені тон Еллінон та єра, ке сан прота андріомені, Хере, о хере, Елевферіа! | Переклад Пізнаю твій меч іскристий, Що в борні нас окрилив. Пізнаю твій зір вогнистий, Що всю землю спопелив. З грецьких ти кісток постала, Невпокорена, свята. Знов, як перше, мужня стала. Слався, Воле золота! | Переклад Пізнаю твій меч іскристий, Що в борні нас окрилив. Пізнаю твій зір вогнистий, Що всю землю спопелив. З грецьких ти кісток постала, Невпокорена, свята. Знов, як перше, мужня стала. Слався, Воле золота! |

## Мультимедія
- Ὕμνος εἰς τὴν Ἐλευθερίαν [Архівовано 28 вересня 2017 у Wayback Machine.]
- Інструментальна версія